# نورتن تشيس
نورتن تشيس (بالإنجليزية: Norton Chase)‏ هو سياسي أمريكي، ولد في 3 سبتمبر 1861، وتوفي في 1922. حزبياً، نشط في الحزب الديمقراطي. وقد انتخب عضو مجلس ولاية نيويورك.